# 蘇袁億
蘇袁億（1985年7月29日—），為台灣的棒球選手之一，曾效力於中華職棒La New熊、中信兄弟隊，守備位置為內野手。在La New熊時期不曾上過一軍，被釋出後曾待過威達超舜棒球隊，直到2012年才再度回到職棒，並於隔年首度登上一軍。
2015年12月7日與吳明旭、增菘瑋、耿伯軒、王英山、陳威儒、陳偉建、徐睿擇、蔡明覺、簡富智一同被中信兄弟釋出，目前則於台中運動家成棒隊效力。

## 經歷
- 台中市大仁國小少棒隊
- 台中市向上國中青少棒隊
- 台南市南英商工青棒隊
- 國立體院棒球隊（台灣啤酒）
- 中華職棒中信二軍借將（2007年）
- 中華職棒La New熊隊代訓球員（2008年）
- 中華職棒La New熊隊（2008年10月25日－2009年10月17日）
- 台中市威達超舜棒球隊（2009年10月20日－2011年9月）
- 中華職棒兄弟象隊隨隊練習（2011年10月15日－）
- 中華職棒正式加盟兄弟象隊（2012年1月－2013年）
- 中華職棒兄弟象隊二軍奪冠（2013年）
- 中華職棒中信兄弟隊（2014年－2015年）
- 台中運動家成棒隊（2016年－）

## 職棒生涯成績
| 年度   | 球隊     | 出賽           | 打數           | 安打           | 全壘打         | 打點           | 盜壘           | 三振           | 四死           | 壘打數         | 雙殺打         | 打擊率         | 上壘率         | 長打率         | OPS            |
| ------ | -------- | -------------- | -------------- | -------------- | -------------- | -------------- | -------------- | -------------- | -------------- | -------------- | -------------- | -------------- | -------------- | -------------- | -------------- |
| 2013年 | 兄弟象   | 4              | 6              | 2              | 0              | 0              | 0              | 1              | 0              | 2              | 0              | 0.333          | 0.333          | 0.333          | 0.666          |
| 2014年 | 中信兄弟 | 12             | 11             | 1              | 0              | 0              | 4              | 0              | 0              | 1              | 0              | 0.091          | 0.091          | 0.091          | 0.182          |
| 2015年 | 中信兄弟 | 無一軍出賽紀錄 | 無一軍出賽紀錄 | 無一軍出賽紀錄 | 無一軍出賽紀錄 | 無一軍出賽紀錄 | 無一軍出賽紀錄 | 無一軍出賽紀錄 | 無一軍出賽紀錄 | 無一軍出賽紀錄 | 無一軍出賽紀錄 | 無一軍出賽紀錄 | 無一軍出賽紀錄 | 無一軍出賽紀錄 | 無一軍出賽紀錄 |
| 合計   | 2年      | 16             | 17             | 3              | 0              | 0              | 0              | 5              | 0              | 3              | 0              | 0.176          | 0.176          | 0.176          | 0.352          |

## 特殊事績
- 職棒初登板：2013年6月9日於新莊棒球場對戰義大犀牛隊，在九局上接替張志豪上場跑壘。
- 生涯首安：2013年6月25日於澄清湖棒球場對戰義大犀牛隊首度擔任先發第八棒三壘手，二局上從林晨樺手中擊出左外野方向一壘安打，為個人職棒生涯首安。

## 外部連結
- 蘇袁億在台灣棒球維基館上的頁面（繁體中文）
- 球員資訊和成績在中華職棒官網（中文）